# Ассоциация государств Юго-Восточной Азии
Ассоциация государств Юго-Восточной Азии (ASEAN) (англ. Association of South East Asian Nations) — политическая, экономическая и культурная региональная межправительственная организация 10 стран, расположенных в Юго-Восточной Азии. АСЕАН образована 8 августа 1967 года в Бангкоке вместе с подписанием «Декларации АСЕАН», более известной как «Бангкокская декларация». Договорное оформление ASEAN произошло лишь в 1976 году в подписанных на острове Бали Договоре о дружбе и сотрудничестве в Юго-Восточной Азии (Балийский договор) и Декларации согласия ASEAN.

## Страны-члены
В состав АСЕАН входят 10 государств. Непосредственно у истоков создания организации находились Индонезия, Малайзия, Сингапур, Таиланд и Филиппины (8 августа 1967 г.). Позже присоединились Бруней (7 января 1984 г., через 6 дней после обретения независимости), Вьетнам (28 июля 1995 г.), Лаос и Мьянма (23 июля 1997 г.), Камбоджа (30 апреля 1999 г.). В 2002 году заявку на получение статуса наблюдателя подал Восточный Тимор. На данный момент статус наблюдателей имеют Папуа — Новая Гвинея и Восточный Тимор.
Население стран-членов ASEAN составляет 667 млн человек, общая площадь — 4,5 млн км2, совокупный ВВП достигает 9,731 трлн долларов США.

## Структура
Высшим органом ASEAN является саммит лидеров (глав государств и правительств) стран-членов, который проходит дважды в год. Саммит обычно длится 3 дня и сопровождается встречами с партнёрами организации по региону. В качестве руководящего и координирующего органа выступают проводимые несколько раз в год совещания министров иностранных дел (СМИД), которые берут своё начало из периода, когда саммиты проходили раз в три года и СМИД проходили на год ранее, подготавливая будущую встречу. Также ежегодно проходят совещания министров финансов и периодически министров экономики и сельского хозяйства, однако важнейшие их решения подлежат утверждению министрами иностранных дел. Повседневное руководство осуществляется постоянным комитетом в составе министра иностранных дел председательствующей страны и послов остальных стран-членов. Постоянный Секретариат расположен в г. Джакарта и возглавляется Генеральным секретарём (срок полномочий составляет 5 лет). Также работа ведётся в 29 комитетах, 122 рабочих группах, что позволяет проводить ежегодно более 300 мероприятий в рамках АСЕАН.
Председательство в организации осуществляется в порядке установленной очерёдности со сроком в один год в соответствии с алфавитным расположением стран на английском языке. Соответственно, в 2007 г. председательствует Сингапур, в 2008 г. — по порядку Таиланд, однако это требует подтверждения. На СМИД председательствует министр иностранных дел той страны, которая возглавляла организацию в прошлом году.
В соответствии с Бангкокской декларацией целями организации являются:
- установление мира и стабильности в регионе через приверженность принципам Устава ООН;
- ускорение экономического, социального и культурного развития её государств-членов на основе сотрудничества и взаимопомощи;
- поддержание взаимовыгодного сотрудничества с общими и региональными международными организациями, имеющими сходные цели[5].

## История
АСЕАН предшествовала организация под названием Ассоциация государств Юго-Восточной Азии — ASA, альянс, состоящий из Филиппин, Малайзии и Таиланда, который был сформирован в 1961 году. Сам блок, однако, был создан 8 августа 1967 года, когда министры иностранных дел из пяти стран — Индонезии, Малайзии, Филиппин, Сингапура и Таиланда — встретились в здании таиландского департамента иностранных дел в Бангкоке и подписали Декларацию АСЕАН (более известная как «Бангкокская декларация»). Пять министров иностранных дел — Адам Малик из Индонезии, Нарцисо Рамос из Филиппин, Абдул Разак из Малайзии, С. Раджаратнам из Сингапура и Танат Кхоман из Таиланда — считаются отцами-основателями организации.
Среди мотивов создания АСЕАН были: желание правящей элиты её членов сосредоточиться на государственном строительстве, общий страх перед коммунизмом, недоверие к ведущим иностранным державам в 1960-х и стремление к экономическому развитию.
7 января 1984 года Бруней-Даруссалам стал шестым членом блока, спустя всего 6 дней после обретения независимости 1 января.

### Дальнейшее расширение
28 июля 1995 года Вьетнам стал седьмым членом. Лаос и Мьянма (Бирма) присоединились два года спустя, 23 июля 1997 года. Камбоджа должна была стать членом организации в одно время с Лаосом и Бирмой, но присоединение было отложено в связи с внутриполитической борьбой в стране. Страна присоединились позднее, 30 апреля 1999 года, после достижения стабильности.
В 1990-х годах блок переживал рост числа стран — участников и стремление членов к дальнейшей интеграции. В 1990 году Малайзия предложила создать Экономический совет Восточной Азии состоящий из тогдашних членов АСЕАН, а также Китайской Народной Республики, Японии и Южной Кореи для противовеса растущему влиянию США в Азиатско-Тихоокеанском экономическом сотрудничестве (АТЭС) и в Азиатском регионе в целом. Это предложение, однако, провалилось из-за сильного сопротивления со стороны Соединённых Штатов и Японии. Несмотря на эту неудачу, государства-члены продолжали работать на дальнейшую интеграцию и в 1997 году было создано новое образование, получившее название АСЕАН плюс три.
В 1992 году было подписано Соглашение об общем эффективном преференциальном тарифе (CEPT) в виде графика поэтапного ввода льготных тарифов с целью увеличения «конкурентных преимуществ региона в качестве производственной базы мирового рынка». Этот закон должен стать каркасом для зоны свободной торговли АСЕАН. После восточно-азиатского финансового кризиса 1997 года давнее предложение Малайзии было воскрешено в Чиангмае, и стало известно как Чиангмайская инициатива, которая направлена на более тесную интеграцию между экономиками стран АСЕАН, а также АСЕАН плюс три страны (Китай, Япония и Южная Корея).
Помимо улучшения экономики каждого государства-члена, блок также сосредоточен на вопросах мира и стабильности в регионе. 15 декабря 1995 года был подписан Юго-Восточноазиатский договор о зоне свободной от ядерного оружия, с целью превращения Юго-Восточной Азии в зону, свободную от ядерного оружия. Договор вступил в силу 28 марта 1997 года после того, как все, кроме одного из государств-членов, ратифицировали его. Он обрёл полную юридическую силу 21 июня 2001 года после того, как его ратифицировали Филиппины, и фактически запретил ядерное вооружение в регионе.

#### Восточный Тимор и Папуа — Новая Гвинея
Восточный Тимор представил письмо-заявление, чтобы стать одиннадцатым членом АСЕАН на саммите в Джакарте в марте 2011 года. Индонезия оказала Восточному Тимору тёплый приём.
Папуа — Новой Гвинее был предоставлен статус наблюдателя в 1976 году и статус особого наблюдателя в 1981 году. Папуа — Новая Гвинея является меланезийской страной. АСЕАН после саммита на Бали в 1976 году приступил к программе экономического сотрудничества. Эта программа столкнулась с проблемами в середине 1980-х годов и была возрождена только приблизительно в 1991 году в связи с таиландским предложением о создании региональной зоны свободной торговли.

### Окружающая среда

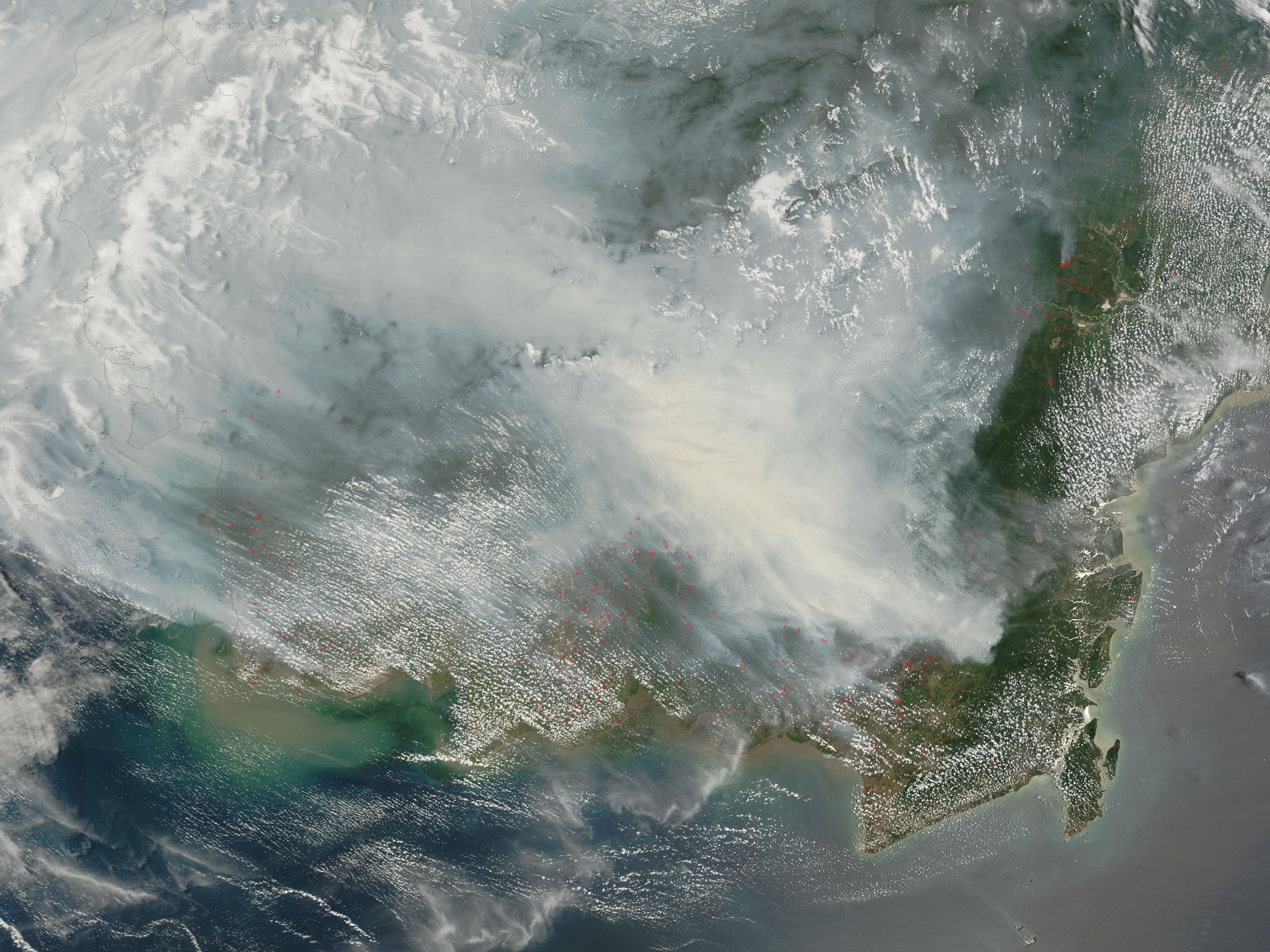
Спутниковый снимок 2006 года. Задымление над Борнео.

На рубеже XXI века произошёл поворот к вопросам, включающим в себя региональный подход к окружающей среде. Организация приступила к обсуждению природоохранных соглашений. В их числе — подписание Соглашения АСЕАН о трансграничном дымовом загрязнении воздуха в 2002 году, которое было призвано контролировать дымовое загрязнение в Юго-Восточной Азии. К сожалению, оно было неудачным из-за произошедших в 2005 году малайзийского задымления и в 2006 году задымления в Юго-Восточной Азии. Другие экологические договоры, принятые организацией, включают «Себуанскую декларацию об энергетической безопасности Восточной Азии», «Природоохранную сеть АСЕАН по защите дикой природы», созданную в 2005 году, и «Азиатско-Тихоокеанское партнёрство по экологически чистому развитию и климату», которые являются ответами на потенциальные последствия изменения климата. Изменение климата является для АСЕАН актуальным вопросом.

### Борьба с голодом в регионе
Одной из важнейших задач до 2020 года в АСЕАН считают борьбу с голодом у населения большинства стран участниц. Помимо разработки ряда программ экономического и социального развития в отдельных странах происходят поиски «небумажных» путей решения проблемы. Так сингапурская компания QI Ingredients ведёт активные разработки в поисках более дешёвого аналога рыбного протеина, чтобы обеспечить дешёвым пищевым сырьём нуждающихся соседей. Активное экономическое сотрудничество с другими мировыми экономическими союзами позволяет АСЕАН получать большое количество гуманитарной помощи для развивающихся стран от США, Австралии, Канады, Германии и Франции.
В декларации «Балийское согласие II» (Bali Concord II) от 2003 года, АСЕАН использовал понятие «демократического мира», что означает, что все страны-члены верят, что демократические процессы способствуют региональному миру и стабильности. Кроме того, и недемократические члены согласились, что это то, к чему все государства-члены должны стремиться.

### АСЕАН плюс три
Лидеры всех стран, в частности, Махатхир Мохамад из Малайзии, чувствовали необходимость дальнейшей интеграции региона. Начиная с 1997 года, блок начал создавать в своих рамках организации с целью достижения этой цели. АСЕАН плюс три был первой из них. Она была создана для улучшения существующих связей с Китайской Народной Республикой, Японией и Южной Кореей. За этим последовал ещё больший по составу участников саммит стран Восточной Азии, на котором, кроме этих стран, были также Индия, Австралия и Новая Зеландия. Эта новая группировка действовала в качестве предпосылки к запланированному Восточноазиатскому сообществу, которое предполагалось создать по образцу ныне прекратившего своё существование Европейского сообщества. С целью изучения возможных успехов и неудач этой политики, а также возможности разработки Устава АСЕАН, была создана «Группа видных деятелей АСЕАН».
В 2006 году АСЕАН был дан статус наблюдателя в Генеральной Ассамблее Организации Объединённых Наций. В ответ организация предоставила Организации Объединённых Наций статус «партнёра по диалогу».

### Свободная торговля
В 1992 году страны АСЕАН подписали соглашение о свободной торговле, предусматривающее поэтапное снижение взаимных таможенных тарифов. Члены АСЕАН договорились ввести нулевые тарифные ставки для большинства товаров к 2010 году (с более поздними сроками для «новых стран»). Исключения относятся к продуктам, которые член АСЕАН считает необходимыми для защиты национальной безопасности, общественной морали, жизни и здоровья людей, экологии, а также предметов, представляющих художественную или историческую ценность.
Указанное соглашение было выполнено всеми странами АСЕАН к 2015 году для товаров, в составе которых стоимость, созданная в АСЕАН, составляет не менее 40% (с некоторыми исключениями, например, для пшеничной муки).
В 2007 году АСЕАН отметила 40-летие с момента своего создания и 30-летие установления дипломатических отношений с Соединёнными Штатами. 26 августа 2007 года АСЕАН заявила, что планирует заключить все свои соглашения о свободной торговле с Китаем, Японией, Южной Кореей, Индией, Австралией и Новой Зеландией к 2013 году, в соответствии с намеченным к 2015 году созданием Экономического сообщества АСЕАН. В ноябре 2007 года государства АСЕАН подписали Устав АСЕАН, определяющий отношения между членами АСЕАН и придающий самой АСЕАН статус международного юридического лица. В том же году 15 января 2007 года в Себу была подписана «Себуанская декларация о Восточноазиатской энергетической безопасности». Её подписали АСЕАН и другие члены EAS (Австралия, Китайская Народная Республика, Индия, Япония, Новая Зеландия, Южная Корея). Декларация поощряет обеспечение энергетической безопасности путём поисков источников энергии, альтернативных традиционным видам топлива.
27 февраля 2009 года было подписано соглашение о свободной торговле между региональным блоком АСЕАН, состоящим из 10 стран и Новой Зеландии и её близким партнёром Австралией, и, как предполагается, это соглашение позволит увеличить совокупный ВВП этих 12 стран более чем на 48 млрд долл. США в течение 2000—2020 гг. В 2015 году рабочим органом Ассоциации стал регулятор использования атомной энергии АСЕАНТОМ. 1 января 2022 года вступило в силу соглашение ВРЭП о зоне свободной торговли между десяткой стран АСЕАН, а также Китаем, Японией, Южной Кореей, Австралией и Новой Зеландией.

## Диалоговое партнёрствоРоссия— АСЕАН
С июля 1996 года Россия является полномасштабным партнёром по диалогу с АСЕАН. За этот период сформирована нормативно-правовая база взаимодействия, которая включает: — совместную декларацию о партнёрстве в деле мира и безопасности, а также процветания и развития в АТР (подписана 19 июня 2003 г. в Пномпене, Камбоджа); — совместную декларацию Россия-АСЕАН о сотрудничестве в борьбе с международным терроризмом (2 июля 2004 г., Джакарта, Индонезия);
— совместную декларацию лидеров России и Ассоциации о развитом и всеобъемлющем партнёрстве (13 декабря 2005 г., Куала-Лумпур, Малайзия);
— межправительственное Соглашение о сотрудничестве России и АСЕАН в области экономики и развития (10 декабря 2005 г., Куала-Лумпур; вступило в силу 11 августа 2006 г.).
— комплексную программу действий по развитию сотрудничества России и АСЕАН на 2005—2015 гг. (13 декабря 2005 г., Куала-Лумпур).
29 ноября 2004 года Россия присоединилась к Договору о дружбе и сотрудничестве в Юго-Восточной Азии 1976 г. (Балийский договор), что создало предпосылки для углубления российско-асеановского диалога и участия в других интеграционных группировках, ядром которых является АСЕАН.
13 декабря 2005 года в Куала-Лумпуре состоялся первый саммит Россия-АСЕАН с участием Президента Российской Федерации В. В. Путина. Принято решение о регулярном проведении таких встреч (их периодичность пока не установлена).
Министр иностранных дел России ежегодно участвует в министерских совещаниях (конференциях) Ассоциации с диалоговыми партнёрами в форматах «АСЕАН+1» и ВАС (АСЕАН+8). 23 июля 2008 г. в Сингапуре состоялось очередное совещание министров иностранных дел Россия-АСЕАН, в ходе которого были обсуждены вопросы развития диалогового партнёрства. Министры одобрили «дорожную карту», включающую конкретные меры по активизации взаимодействия в приоритетных секторах. Министры высказались в пользу проведения в перспективе второго саммита Россия-АСЕАН.
В рамках партнёрства Россия — АСЕАН функционируют следующие механизмы взаимодействия:
— Совместный комитет сотрудничества (СКС) — 7-е заседание состоялось 9 октября 2008 г. в Санкт-Петербурге.
— Совместный планово-распорядительный комитет (СПРК) Финансовый фонд диалогового партнёрства — 6-е заседание состоялось 9 октября 2008 г. в Санкт-Петербурге.
— Рабочая группа по торгово-экономическому сотрудничеству (РГТЭС) — учредительное заседание состоялось в сентябре 2002 г. в Москве.
— Рабочая группа по научно-технологическому сотрудничеству (РГНТС). 4-я встреча РГНТС прошла 10 июля 2007 г. в Москве.
На регулярной основе проводятся:
— Совещания старших должностных лиц по политическим вопросам (на уровне заместителей министров иностранных дел) — как правило, раз в полтора года. 4-е совещание СДЛ состоялось в мае 2004 г. в Сингапуре; 5-я встреча — 4 февраля 2008 г. в Москве.
— Совещания старших должностных лиц по транснациональной преступности — в привязке к соответствующим асеановским мероприятиям. 4-е ССДЛ-ТНП состоялось в июне 2008 г. в Куала-Лумпуре.
19 июля 2006 года в Сингапуре прошли первые консультации старших должностных лиц Россия — АСЕАН по экономическим вопросам (СЭДЛ).
Расширяется взаимодействие на профильных направлениях. 6-8 декабря 2005 г. в Чианграе (Таиланд) прошла первая российско-асеановская экспертная встреча по вопросам культуры. В настоящее время в процессе согласования находится проект межправительственного Соглашения о сотрудничестве в области культуры.
В 2006 году согласована и утверждена Концепция научно-технологического сотрудничества между Россией и странами Ассоциации.
28 января 2007 года в Сингапуре проведены консультации по туризму. В ходе Туристского форума АСЕАН в Ханое в январе 2009 г. принято Положение о консультациях Россия-АСЕАН в сфере туризма.
Важной составляющей российско-асеановских отношений являются межпарламентские контакты. Делегации российских парламентариев регулярно участвуют в качестве наблюдателей в заседаниях Межпарламентской ассамблеи АСЕАН (АИПА).

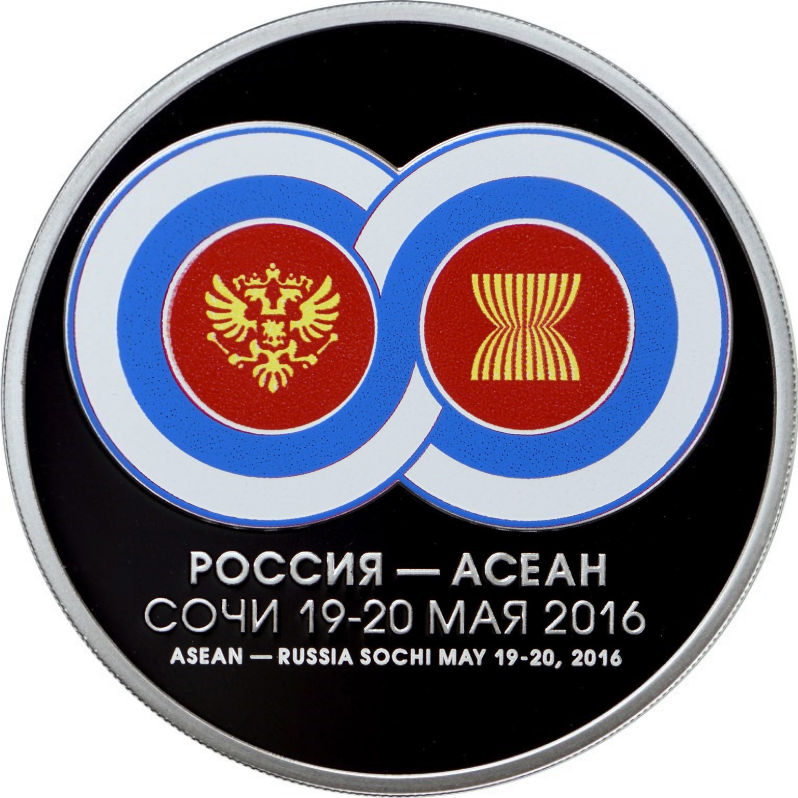
Памятная монета Банка России

Развиваются связи между представителями деловых кругов. В 1998 году в Куала-Лумпуре подписано соглашение о сотрудничестве между ТПП России и Конфедерацией ТПП АСЕАН, создан Деловой совет Россия-АСЕАН. Под его эгидой организовано два Деловых форума Россия-АСЕАН (в апреле 2000 г. и в декабре 2005 г.). В апреле 2008 г. в ТПП России состоялось очередное заседание российской части Делового совета Россия-АСЕАН.
Положительную роль в развитии диалогового партнёрства призвано сыграть созданное в России в марте 2006 г. общественное движение «Восточное измерение». В марте 2007 г. делегация движения провела в Маниле встречи с политической и деловой элитой Филиппин, в том числе с Президентом Г.Арройо. В сентябре 2007 г. состоялся Российско-малайзийский бизнес-форум в Куала-Лумпуре.
30—31 октября 2010 года президент России Дмитрий Медведев принял участие во втором саммите России и стран-членов АСЕАН в Ханое, Вьетнам.
При Московском государственном институте международных отношений (Университете) открыт Центр АСЕАН. Центр АСЕАН призван содействовать более полному информированию общественности России и государств Юго-Восточной Азии о возможностях и перспективах развития российско-асеановского партнёрства, стать базой для налаживания контактов между деловыми и научными кругами сторон, придать импульс расширению гуманитарных связей нашей страны с Ассоциацией. Директором Центра назначен известный российский специалист по Юго-Восточной Азии д.и.н. В. В. Сумский.
19—20 мая 2016 года юбилейный саммит Россия — АСЕАН по случаю 20-летия диалогового партнёрства прошёл в российском городе Сочи. По его итогам были приняты Сочинская декларация и Комплексный план действий по развитию сотрудничества Россия — АСЕАН на 2016—2020 гг. Лидерам был также представлен доклад Группы видных деятелей России и АСЕАН с концептуальным видением будущего российско-асеановских отношений и конкретными рекомендациями по их продвижению на средне- и долгосрочную перспективу.
В 2016 г. также прошёл перекрёстный Год культуры Россия — АСЕАН, программа которого включала первый совместный фестиваль искусств «на полях» Сочинского саммита.
В 2017 г. Россия открыла при АСЕАН Постоянное представительство в г. Джакарта. Указом Президента России Постоянным представителем при АСЕАН был назначен А. А. Иванов.
14 ноября 2018 г. в Сингапуре состоялся 3-й регулярный саммит Россия — АСЕАН, на котором было принято решение о повышении уровня отношений до стратегического партнёрства. В Сингапуре главы государств приняли Совместное заявление о стратегическом партнёрстве, а также совместное заявление о сотрудничестве в сфере безопасности информационно-коммуникационных технологий (ИКТ), направленный на повышение эффективности борьбы с преступностью в этой области и выработку единых подходов к поведению государств в информационном пространстве.
Страной-председателем форума АСЕАН-2019 выбран Таиланд. Начиная с 5 сентября 2019 г., состоялся ряд встреч в рамках регулярного саммита Россия — АСЕАН на уровне министерств иностранных дел, обороны, экономики, энергетики и торговых отношений со стороны Российской Федерации и стран Юго-Восточной Азии. По итогу, 2-3 ноября 2019 г. в Бангкоке — столице Таиланда — состоится итоговое заседание бизнес-форума АСЕАН-2019.
В 2021 году был утверждён Комплексный план действий по реализации стратегического партнёрства между Россией и АСЕАН на 2021-2025 годы. Товарооборот России и стран АСЕАН в 2023 году вышел на допандемийный уровень. В 2024 году Россия стала партнёром АСЕАН в цифровой сфере. 

## Основные документы
- Декларация АСЕАН (1967) (Бангкокская декларация). Образующий документ, установивший цели организации (см. выше).
- Декларация о зоне мира, свободы и нейтралитета в Юго-Восточной Азии (1971) (Куала-Лумпурская декларация). В ней заявлялось, что нейтральность региона являет собой «желанную цель».
- Договор о дружбе и сотрудничестве (Treaty on amity and Cooperation, TAC) (1976) (Балийский договор). В этом договоре страны договорились о принципах взаимоотношений друг с другом, а именно: взаимное уважение независимости, суверенитета, равенства, территориальной целостности и национальной идентичности каждой нации, право на невмешательство во внутренние дела государства, отказ от методов принуждения в международных отношениях, разрешения конфликтов мирным путём и пр. Договор принят в связи с уменьшением напряжённости в регионе после окончания Второй индокитайской войны.
- Манильская декларация, с которой выступили страны АСЕАН в 1992 году, призывала все стороны, вовлечённые в территориальные споры о принадлежности Парасельских островов и островов Спратли, ограничиться мирными средствами в урегулировании спорных вопросов.
- Договор о создании в Юго-Восточной Азии зоны, свободной от ядерного оружия (Бангкокский договор) (1995). Этот договор является логичным продолжением Куала-Лумпурской декларации.
- Декларация о совместных действиях по противодействию терроризму принята в Брунее в ноябре 2001 года. В документе выражается решимость активизировать совместные и индивидуальные усилия стран АСЕАН по предотвращению, противодействию и пресечению деятельности террористических групп в регионе.
- Устав АСЕАН. Подписан на саммите АСЕАН в Сингапуре в 2007 г., в настоящее время[уточнить] находится на стадии ратификации странами-членами.

## Региональный форум АСЕАН

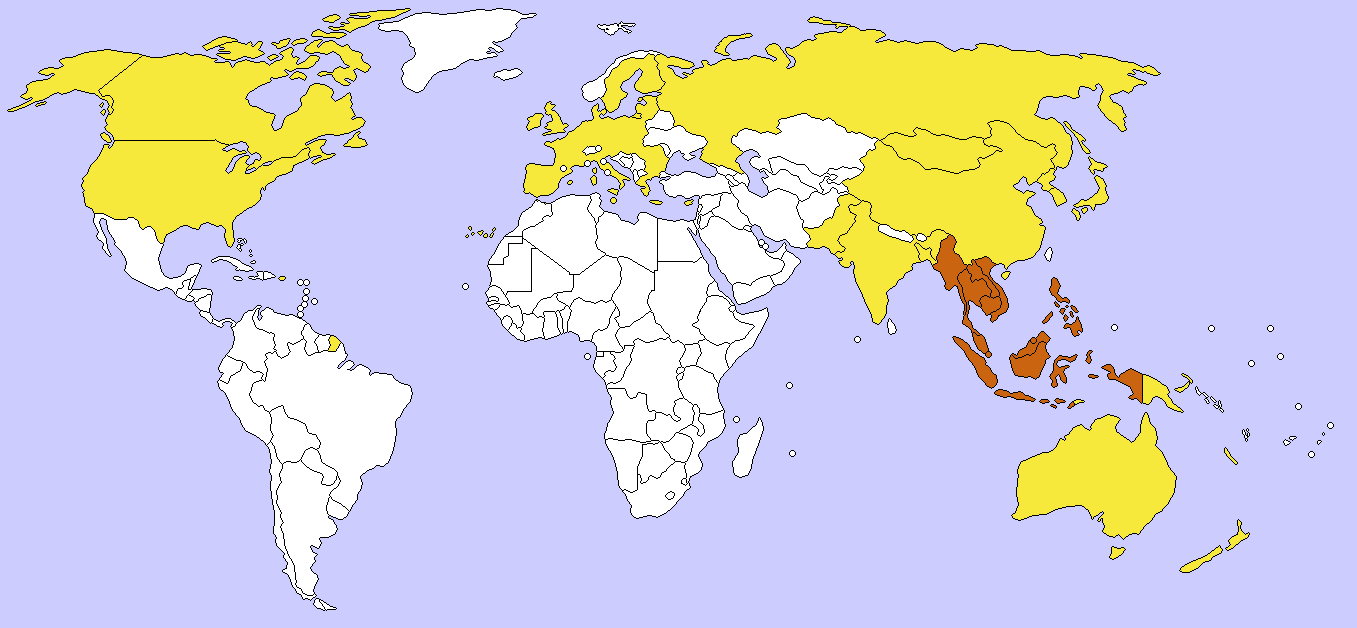
АРФ:
Члены АСЕАН
Остальные участники АРФ

Региональный форум АСЕАН (АРФ) был создан в 1994 г. в рамках превентивной дипломатии. Встречи проводятся ежегодно в одной из столиц стран — членов АСЕАН. Согласно бюллетеню председателя на первом АРФ, целями АРФ являются:
1) стимулирование конструктивных диалогов и консультаций по вопросам политики и безопасности;
2) внесение значимого вклада в усилия, направленные на формирование доверительных отношений и превентивной дипломатии в Азиатско-Тихоокеанском регионе.
В рамках этого форума существуют две «дорожки»: по первой диалог ведётся на официальном межправительственном уровне, а по второй — между НПО и академическими кругами. Помимо АСЕАН в последнем форуме участвовали Австралия, Бангладеш, Восточный Тимор, ЕС, Индия, Канада, КНДР, КНР, Монголия, Новая Зеландия, Папуа — Новая Гвинея, Пакистан, Республика Корея, Россия, США.